# Pavel Ondrašík
Pavel Ondrašík (ur. 10 grudnia 1975 w Pradze) – czeski żużlowiec, występujący również na długim torze i na trawie.

## Życiorys

### Kariera sportowa
Dwukrotny złoty medalista młodzieżowych indywidualnych mistrzostw Czech (1995, 1996). Srebrny medalista indywidualnych mistrzostw Czech (2000). Sześciokrotny medalista mistrzostw Czech w parach: czterokrotnie złoty (1996, 1997, 1999, 2000), srebrny (2007) oraz brązowy (2002). Jedenastokrotny złoty medalista drużynowych mistrzostw Czech. Czterokrotny medalista indywidualnych mistrzostw Czech na długim torze: złoty (2004), dwukrotnie srebrny (2003, 2009) oraz brązowy (2006). Srebrny medalista drużynowych mistrzostw Szwecji (2000).
Wielokrotny reprezentant Czech w eliminacjach Grand Prix IMŚ. Finalista indywidualnych mistrzostw Europy (Heusden Zolder 2001 – jako rezerwowy). Srebrny medalista klubowego Pucharu Europy – w barwach klubu Olymp Praga (Bydgoszcz 1998). Pięciokrotny finalista indywidualnych mistrzostw świata na długim torze (1997 – XIII miejsce, 2000 – IX miejsce, 2008 – XX miejsce, 2009 – XXI miejsce, 2011 – XXII miejsce). Pięciokrotny finalista drużynowych mistrzostw świata na długim torze (2007 – IV miejsce, 2008 – V miejsce, 2009 – V miejsce, 2010 – VI miejsce, 2011 – IV miejsce). Trzykrotny finalista indywidualnych mistrzostw Europy na torze trawiastym (1998 – XVI miejsce, 1999 – VIII miejsce, 2007 – XVIII miejsce).
Startował w ligach czeskiej, austriackiej, niemieckiej, szwedzkiej, brytyjskiej (Trelawny – 2001-2003, Poole – 2003, Newport – 2004, Exeter – 2005 i Somerset – 2006) oraz polskiej (Wanda Kraków – 1995, OTŻ Opole – 1996-1998, Kolejarz Rawicz – 1999-2000, TŻ Lublin – 2001).

### Życie prywatne
Syn Petra Ondrašíka, również żużlowca.